# Conselho para as Questões Económicas e Financeiras
O ECOFIN ou Conselho dos Assuntos Económicos e Financeiros (em inglês, Economic and Financial Affairs Council) é uma das formações mais antigas do Conselho da União Europeia. É constituído pelos ministérios da economia e das finanças dos estados-membros da União Europeia e, na discussão de questões orçamentais, pelos respectivos ministros do orçamento, quando estes são figuras separadas. 

## Tarefas
O ECOFIN lida com um conjunto de temas, nomeadamente a coordenação das políticas económicas, vigilância da economia, monitorização do orçamento e das finanças públicas dos países membros, o euro (aspectos legais, práticos e internacionais), os mercados financeiros, o movimento de capitais e as relações económicas com outros países. Adicionalmente, o Conselho prepara e adopta anualmente o orçamento da União Europeia, em conjunto com o Parlamento Europeu.

## Tomada de decisões
As decisões são tomadas por maioria qualificada, em conjunto ou através de consulta do Parlamento Europeu. As decisões acerca de matérias orçamentais são tomadas por unanimidade. Quando o Conselho analisa dossiês relacionados com o euro ou a Zona Euro, os países cuja moeda não é o euro não participam na votação. 